# Новые опыты о человеческом разумении
Новые опыты о человеческом разумении (фр. Nouveaux essais sur l’entendement humain par l’auteur du système de l’harmonie préetablie) представляет собой поглавное опровержение Готфридом Лейбницем основной работы Джона Локка «Эссе о человеческом понимании». Это одна из двух фундаментальных работ Лейбница (вторая — «Теодицея»). Она была закончена в 1704 году, но смерть Локка, по утверждению Лейбница, стала причиной, по которой Лейбниц не опубликовал её. Книга появилась примерно 60 лет спустя. Как и многие философские произведения того времени, оно написано в форме диалога.

## Обзор
Два оратора в книге — это Феофил («любящий Бога» по-гречески), который представляет взгляды Лейбница, и Филалет («любящий истину» по-гречески), который представляет взгляды Локка.
Знаменитое опровержение эмпирического тезиса о происхождении идей появляется в начале Книги II: «В разуме нет ничего, чего не было бы в чувствах, кроме самого разума».
Все основные аргументы Локка против врождённых идей подробно критикуются Лейбницем, защищающим крайний взгляд на врождённое познание, согласно которому все мысли и действия души являются врождёнными.
В дополнение к обсуждению Лейбниц предлагает критику взглядов Локка на личную идентичность, свободу воли, дуализм разума и тела, язык, необходимую истину и попытку Локка доказать существование Бога.